# Migouel Alfarela
Migouel Alfarela, né le 15 novembre 1997 à Montivilliers (France), est un footballeur français évoluant au poste d'attaquant au Legia Varsovie.

## Biographie

### Carrière en club

#### Formation et échec au Havre
Né à Montivilliers (Seine-Maritime), à quelques kilomètres du Havre, Migouel Alfarela rejoint Le Havre AC en 2004, où il évoluera en catégories de jeunes et en réserve jusqu'à ses 20 ans. Il n'est cependant pas conservé par la formation ciel et marine. Il pense alors à arrêter le football et trouve un emploi dans le bâtiment, avec son père.

#### Révélation à Gonfreville puis succès à Annecy
Il n'abandonne finalement pas le football et s'engage avec l'ESM Gonfreville, situé à Gonfreville-l'Orcher, proche de chez lui et qui évolue en cinquième division. Totalement amateur, il continue de travailler en parallèle. Il s'entraîne peu du fait des horaires difficiles de son travail et ne joue que deux matchs en six mois avec son club, mais est remarqué par le FC Annecy qu'il rejoint à la mi-saison et avec qui il vit du football. Pour sa première en National 2 avec les annéciens, Alfarela inscrit un doublé contre la réserve de l'OGC Nice avant de marquer 5 buts en 4 matchs, dont un doublé contre Jura Sud. Inscrivant deux autres buts par la suite, le natif de Montivilliers porte son total à neuf réalisations en 13 apparitions.
Alfarela débute la saison suivante par un but contre la réserve de Marseillemais se montre moins efficace sous les ordres de Michel Poinsignon, qui a remplacé Hélder Esteves pendant l'inter-saison. Collectivement, Annecy monte en National à l'arrêt des compétitions à cause du coronavirus,. Alfarela aura marqué deux buts et délivré deux passes décisives au cours de sa saison. Il reste à Annecy.
La découverte de l'antichambre du professionnalisme par Alfarela est difficile, à l'image de son club, qui lutte pour le maintien et licencie son entraîneur en Décembre 2020. Sa deuxième partie de saison est cependant beaucoup plus aboutie et l'attaquant devient la principale arme offensive de son équipe, inscrivant sept buts à partir de la 17e journée, pour autant de passes décisives. Il quitte le club haut-savoyard en s'étant maintenu en National.

#### Découverte du professionnalisme à Paris puis Bastia
En Juillet 2021, Alfarela s'engage avec le Paris FC, club de Ligue 2, et signe ainsi son premier contrat professionnel,. Il joue son premier match avec les franciliens contre Grenoble et inscrit par la même occasion son premier but. Majoritairement utilisé en sortie de banc par Thierry Laurey, il marque trois buts et délivre une passes décisive durant la saison. Titularisé lors du premier match de barrage d'accession contre Sochaux, il rate un penalty et sort à la mi-temps. Le PFC s'incline 2-1. Il décide par la suite de quitter le club, s'entendant difficlement avec Laurey et sa femme ne se sentant pas bien dans la cité francilienne.
En Juin, Migouel Alfarela s'engage officiellement avec le Sporting Club de Bastia qui évolue en Ligue 2,,. Il joue son premier match avec les corses contre le stade lavallois. Il réalise une bonne saison, marquant trois fois et délivrant quatre passes décisives en championnat. Le début de saison suivant est difficile pour Alfarela qui n'est pas titulaire et n'est pas décisif. Il ouvre son compteur lors de la 17e journée de championnat en inscrivant un triplé face à Dunkerque et lance enfin sa saison. Il marque de nouveau contre Saint-Etienne et Angers, et devient titulaire. Il enchaîne les bonnes performances et termine sa saison sur trois buts en deux matchs, portant son total à 12 réalisations sur la saison. Estimant avoir fait le tour au sporting, Alfarela quitte Bastia après cette saison.

#### Découverte de l'étranger en Pologne puis en Grèce

##### Echec à Varsovie
En Juillet 2024, Migouel Alfarela s'engage avec le Legia Varsovie, club le plus titré de l'histoire du football polonais. Il joue son premier match sous les couleurs Legioniści contre Piast Gliwice en entrant en jeu. Il découvre la coupe d'Europe contre Brøndby à l'occasion d'un match de qualification en Conference League dans lequel il entre en jeu. S'il se montre performant lors de certains matchs,, Alfarela peine à être décisif et n'est pas titulaire indiscutable sous les ordres du portugais Gonçalo Feio. Jouant peu et peinant à s'épanouir, le club polonais accepte de le prêter pour la deuxième partie de saison.

##### Réussite avec l'Athens Kallithéa
Alfarela est prêté à l'Athens Kallithéa en Janvier pour se relancer. Après quelques matchs d'acclimatations, il marque son premier but contre le Panserraikos avant de récidiver la semaine suivante contre le PAOK Salonique. Scindé en deux par la suite, Alfarela enchaîne les bons matchs dans la phase de relégation. Il inscrit ainsi la bagatelle de 7 buts en 10 matchs, portant à 9 son total de buts avec le club de la banlieue d'Athènes. Il ne peut cependant pas empêcher son club de la relégation et quitte celui-ci à l'issu de son prêt, ayant été remarqué et s'étant parfaitement relancé.

## Statistiques
| Saison                | Club                    | Championnat           | Championnat | Championnat | Championnat | Coupe(s) nationale(s) | Coupe(s) nationale(s) | Coupe(s) nationale(s) | Barrages d'accession | Barrages d'accession | Barrages d'accession | Total | Total | Total |
| Saison                | Club                    | Division              | M.          | B.          | P.d.        | M.                    | B.                    | P.d.                  | M.                   | B.                   | P.d.                 | M.    | B.    | P.d.  |
| 2016-2017             | Le Havre AC             | Ligue 2               | 0           | 0           | 0           | 0                     | 0                     | 0                     | -                    | -                    | -                    | 0     | 0     | 0     |
| 2017-2018             | Le Havre AC             | Ligue 2               | 0           | 0           | 0           | 0                     | 0                     | 0                     | -                    | -                    | -                    | 0     | 0     | 0     |
| Sous-total            | Sous-total              | Sous-total            | 0           | 0           | 0           | 0                     | 0                     | 0                     | -                    | -                    | -                    | 0     | 0     | 0     |
| 2018-2019             | ESM Gonfreville         | National 3            | 2           | 0           | 0           | 0                     | 0                     | 0                     | -                    | -                    | -                    | 2     | 0     | 0     |
| 2018-2019             | FC Annecy               | National 2            | 13          | 9           | 0           | 0                     | 0                     | 0                     | -                    | -                    | -                    | 13    | 9     | 0     |
| 2019-2020             | FC Annecy               | National 2            | 13          | 2           | 2           | 0                     | 0                     | 0                     | -                    | -                    | -                    | 13    | 2     | 2     |
| 2020-2021             | FC Annecy               | National              | 31          | 7           | 7           | 3                     | 0                     | 0                     | -                    | -                    | -                    | 34    | 7     | 7     |
| Sous-total            | Sous-total              | Sous-total            | 57          | 18          | 9           | 3                     | 0                     | 0                     | -                    | -                    | -                    | 60    | 18    | 9     |
| 2021-2022             | Paris FC                | Ligue 2               | 31          | 3           | 1           | 2                     | 2                     | 1                     | 1                    | 0                    | 0                    | 34    | 5     | 2     |
| 2022-2023             | SC Bastia               | Ligue 2               | 32          | 3           | 4           | 3                     | 1                     | 0                     | -                    | -                    | -                    | 35    | 4     | 4     |
| 2023-2024             | SC Bastia               | Ligue 2               | 37          | 12          | 2           | 1                     | 0                     | 0                     | -                    | -                    | -                    | 38    | 12    | 2     |
| Sous-total            | Sous-total              | Sous-total            | 100         | 18          | 7           | 6                     | 3                     | 1                     | -                    | -                    | -                    | 106   | 21    | 8     |
| 2024-2025             | Legia Varsovie          | Ekstraklasa           | 13          | 1           | 2           | 2                     | 0                     | 0                     | -                    | -                    | -                    | 15    | 1     | 2     |
| 2024-2025             | Athens Kallithéa (prêt) | Super League          | 7+10        | 2+7         | 0+0         | -                     | -                     | -                     | -                    | -                    | -                    | 17    | 9     | 0     |
| Total sur la carrière | Total sur la carrière   | Total sur la carrière | 189         | 46          | 18          | 12                    | 3                     | 1                     | 1                    | 0                    | 0                    | 202   | 49    | 19    |

## Palmarès

### En club
- Le Havre AC rés.
  - Champion de France de CFA 2 en 2016